# 신립
신립(申砬, 1546년 11월 16일(음력 10월 23일) ~ 1592년 6월 7일(음력 4월 28일))은 조선의 무신이다. 신숭겸의 후손으로 본관은 평산(平山)이며, 자는 입지(立之)이다.
무과에 급제하여 오위도총부와 진주판관, 한성판윤(정2품) 등을 지냈다. 임진왜란 첫 해에 충주 탄금대에서 배수진을 펼치고 왜군과 싸우다 전사한 장군이다. 시호는 충장(忠壯)이다.
인조반정에 가담한 서인 신경진과 신경인 형제의 아버지이며, 신경희의 옥사로 죽은 신경희의 숙부이다. 대한민국의 독립운동가 겸 정치인인 해공 신익희에게는 13대조가 된다.

## 생애

### 출생과 가계
신립은 명종 원년(1546년) 10월 23일 평산 신씨 화국과 부인 파평 윤씨의 셋째 아들로 태어났다. 시조 신숭겸은 고려 왕건의 개국공신으로 그 뒤 조선 전기의 문신 신개는 조선 건국 이후 좌의정을 지내고 문희공의 시호를 받았다. 신개는 신립의 5대조였다.
고조 신자준은 음보로 기용되어 세종 27년(1445) 장령이 되고, 세조 원년(1455) 판종부시사로 원종공신 3등에 책록되었으며 세조 3년 첨지중추원사, 세조 6년 형조참의, 세조 7년 예조참의가 되었다. 그 뒤 충청도 관찰사를 역임하고 좌참찬에 증직되었으며, 증조 신말평은 장악원 주부로 예조판서 성현의 명을 받아 장악원 제조 류자광, 전악 반곡과 김복근을 도와「악학궤범」편찬에 공헌하였다. 연산군 때 사헌부 감찰을 역임했다.
할아버지 신상은 경기도, 전라도, 경상도 관찰사와 형조판서 (정2품)를 지냈으며 시호는 문절이다. 신상은 타고난 성격이 용맹한 것에 비해 화평하고 용서를 잘 하였으며 또한 관리의 재간이 있었다. 아버지 신화국은 성균 생원으로 전설, 별검에 임명되었으나 취임하지 않았다. 후에 아들이 공신이 됨으로 평주부원군 영의정으로 증직되었다.

### 무과 급제와 관료 생활

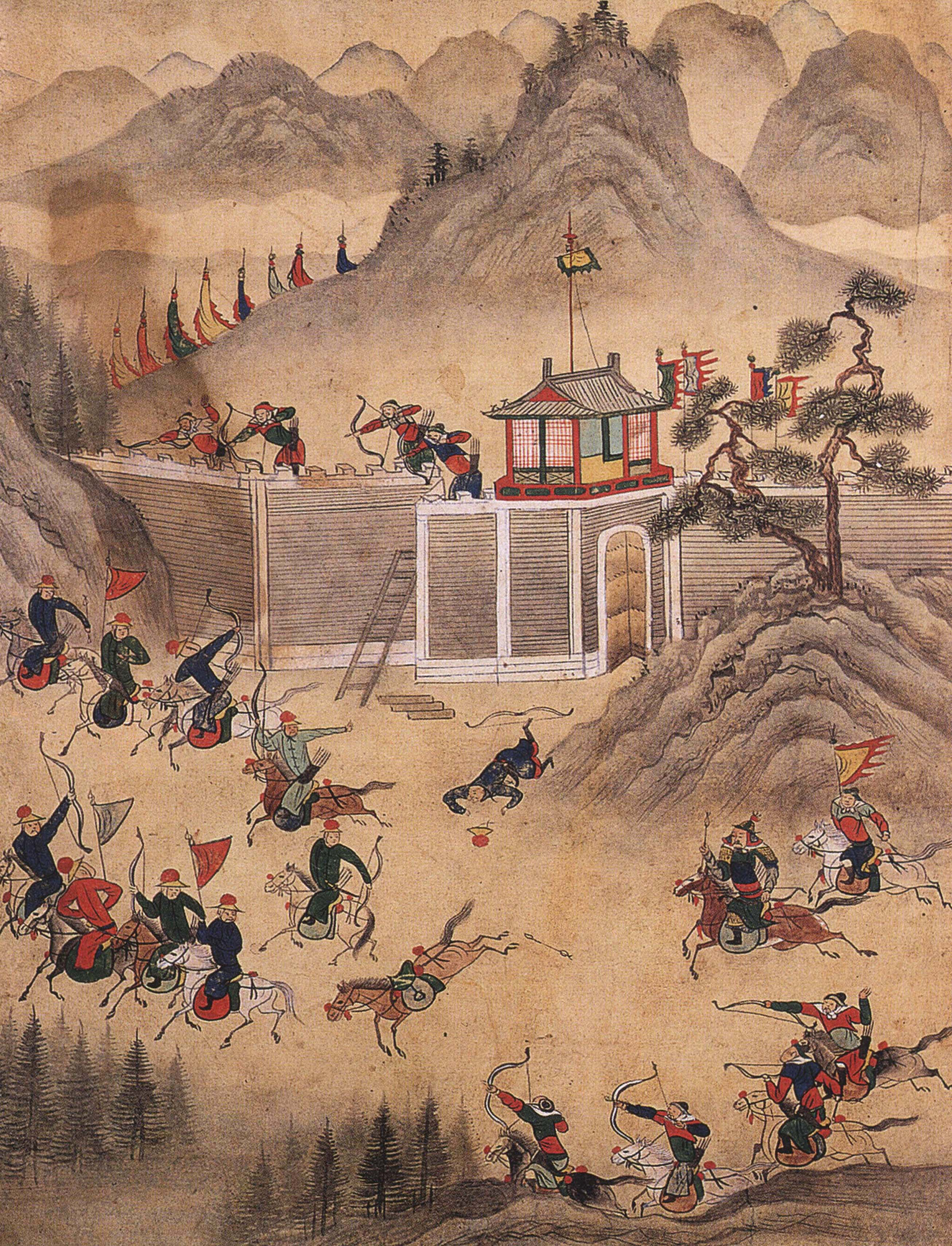
일전해위도(一箭解圍圖)

1567년(선조 즉위년) 22세로 과에 급제했으며, 선전관을 거쳐 도총부도사(都摠莩事), 도총(都摠), 도사(都事), 경력(經歷)을 지내고 진주판관(晉州判官)에 임명되었다. 이때 진주목사 양응정(梁應鼎)이 “자네는 큰 인물이니 공부를 해야 한다.”라고 하자 그는 이에 양응정을 스승으로 모시고 그에게서 글을 배웠다.
그 후 여러 벼슬을 거쳐 양산군수(梁山郡守)를 지냈고, 다른 벼슬을 더 거친 뒤 1583년 은성부사(穩城府使)가 되었다. 이 무렵 여진족 니탕개(尼湯介)가 쳐들어와서 여러 고을을 뒤흔들었으나 장군들은 모두 싸움에 지고 말았다. 니탕개는 선조 초년부터 6진(六鎭)에 자주 드나들며 공순(恭順)의 뜻을 보였으므로 정부에서 관록(官祿)을 주고 후대했으나, 진장(鎭將)의 대우가 좋지 않다는 명분을 내세워 부근의 여러 부족을 규합, 경원부에 침입하고 아산보(阿山堡)와 안원보(安原堡)를 점령했다. 이에 신립은 기병 5백여 기를 동원, 첨사 신상절(申尙節)과 함께 훈융진을 공격하던 군사 1만 명을 물리치고, 여진족이 함경도를 침략할 때 경유하는 안두리 부락을 불태웠다.
1584년 3월 17일 선조가 신립과 이전(李戩)을 20일에 거행할 습진(習陣) 행사의 대장으로 임명하도록 명령했다가 비변사의 말에 의하여 도로 파했다.
1587년 흥양(興陽)에 왜구가 침입하자 우방어사(右防禦使)가 되어 군사를 인솔하여 토벌에 나섰다가 이미 왜구가 철수했으므로 돌아오던 중 양가의 처녀를 첩으로 삼았다는 삼사(三司)의 탄핵으로 파직되었다. 얼마 되지 않아 함경남도 병마절도사에 다시 등용되었으나, 졸병을 참살한 죄로 중추부동지사의 한직으로 전임되었다.

### 임진왜란
1590년(선조 23년) 여름 평안도 병마절도사 겸 영변대도호부사에 보직되고, 이듬해 한성부 판윤을 거쳐, 1592년(선조 25) 4월 임진왜란이 일어나자 삼도 도순변사(三道都巡邊使)로 임명되어 싸움터로 떠날 때, 선조(宣祖)가 검(劍)을 하사하면서 격려해 주었다. 특히 요청하여 김여물(金汝杖)을 데리고 가고, 도중에서 병정을 모집하여 충주에 도착하였다. 신립은 충주에서 방어진을 갖추고 왜적을 차단하고자 하였으나 도착한지 불과 사흘만에 전멸하고 말았다. 신립은 부하 장수들의 만류에도 불구하고 탄금대에 진을 치고 기마전술을 시도하였다. 그러나 왜군이 몰래 침입해 온 줄도 모르고 방심하다가 충주성을 빼앗겼고, 마을에서 불길이 일어난 다음에서야 말을 달려 반격에 나섰으나 참패하였다.
1592년 4월 26일 충주에 도착한 신립은 병력을 단월역에 주둔시키고 조령(鳥嶺)에 올라갔다가 상주에서 패하여 쫓겨 온 순변사(巡邊使) 이일(李鎰)을 만났다. 신립은 그를 사형에 처하려 하였으나 재주를 애석히 여겨 선봉에 나서 싸워 속죄하도록 용서해 주었다. 그러나 이것이 독이 되어 신립의 휘하 병력들이 크게 동요했다. 이날 작전회의에서 종사관 김여물은 조령(鳥嶺)에 진지를 구축하자고 건의했다. 그러나 신립은 북방에서 기병을 통해 대승을 거뒀던 경험이 있었으므로 자신의 특기인 기병을 이용하여 일본군을 무찌르기로 결정하고, 마침내 탄금대 근처에 달천(達川)을 뒤에 두고 배수의 진(背水之陣)을 쳤다.
4월 27일 왜적이 침입하여 척후를 나갔던 순변사 이일과 충주목사 이종장이 산속에 고립되었다. 이때 신립이 신임하던 부하 군관이 이 사실을 보고하였으나 군중을 현혹시킨다하여 참수하였다. 그리고는 왜적이 아직 상주에 머무르고 있다고 장계를 올렸다.
4월 28일 고니시 유키나가(小西行長)가 지휘하는 대규모 병력이 충주에 당도하였다. 적군은 부대를 여럿으로 나누어 일부는 산을 넘어 동쪽 깊숙히 침입해 들어가고, 일부는 달천을 따라 침입하였으며, 일부는 방비가 허술한 충주성에 침입하였다. 왜군은 조령을 넘어 산과 들에 가득차고, 칼빛이 번쩍번쩍 하였다. 뒤늦게 왜군이 침입해온 사실을 알아차린 신립은 급히 말을 채찍질하여 주성으로 달려나갔으나, 마을 간격이 협소하고 논이 많아 제대로 반격하지 못하고 진영이 흐트러졌다. 이때 성중의 적이 호각소리를 신호로 일제히 출격하여 아군을 포위하였다. 신립은 휘하의 여러 부대를 손수 지휘하여 두 번이나 적진(敵陣)을 돌파하려 하였으나, 결국 뜻을 이루지 못하였다. 더욱이 왜군은 우회작전(迂廻作戰)으로 그들의 우측에 진출하여 동서에서 압도적인 세력으로 협공하였다.

### 최후
이에 그는 탄금대(彈琴臺)에 돌아가서 김여물더러 임금에게 올리는 글을 짓게 하여 이것을 부하에게 주어 조정에 달려가서 바치게 하고는 김여물과 함께 적진에 돌진해서 단신으로 싸우다 힘이 다하여 강가로 몰리게 되었다. 그는 항복을 하는 대신에 강물에 몸을 던져 자결하였고, 부장이였던 김여물(金汝物) 역시 따라 투신 자결하였다. 이때 장군의 나이는 향년 47세였다.

### 사후
《신립장군묘》는 경기도 광주시 곤지암읍 신대리 산15-1번지에 있다. 부인 전주 최씨와의 합장묘로 앞에는 상석과 향로석이 있고, 그 앞에 장명등(長明燈:무덤 앞에 세우는 돌로 만든 등)이 있으며 좌우로 동자석·망주석·문인석이 각 1쌍씩 배열되어 있다. 묘비는 묘의 왼쪽에 있는데 비문은 송시열이 짓고, 신익상이 글씨를 써서 숙종 29년(1703)에 세운 것이다. 1986년 9월 7일 경기도의 기념물 제95호로 지정되었다.
사후 의정부영의정에 추증되었고 시호는 충장(忠壯)이다.

## 가족 관계
- 할아버지 : 신상(申鏛)
- 할머니 : 전주 이씨 - 세종의 8남 계양군의 손녀
  - 아버지 : 신화국(申華國, 1517 ~ 1578) - 신사임당의 8촌 동생
  - 어머니 : 파평 윤씨 - 윤회정(尹懷貞)의 딸
    - 누나 : 평산부부인 신지향(申芝香, 1538 ~ 1622) - 인헌왕후의 어머니이자 인조의 외조모
    - 형 : 신잡(申磼, 1541 ~ 1609)
    - 형 : 신급(申礏, 1543 ~ 1592)
    - 남동생 : 신할(申硈, 1548 ~ 1592)
    - 여동생 : 신단향(申檀香, 1550 ~ ?)
    - 여동생 : 신계숙(申季淑, 1553 ~ ?)
    - 전처 : 전주 이씨 - 이담명(李聃命)의 딸
    - 후처 : 전주 최씨 - 최필신(崔弼臣)의 딸
      - 장남 : 신경진(申景禛, 1575 ~ 1643)
      - 며느리 : 순창 조씨 - 첨지(僉知) 조정현(趙廷顯)의 딸
        - 손자 : 신준(申埈)
        - 손자 : 신해(申垓) - 신경인에게 양자로 입적 - 신익희의 11대조

      - 차남 : 신경유(申景裕, 1581 ~ 1633)
      - 삼남 : 신경인(申景禋)
      - 장녀 : 군부인 신제순(郡夫人 申悌順, 1578 ~ 1622) - 선조의 4남 신성군의 정부인
      - 차녀 : 평산 신씨 - 이이첨의 차남 광주 이씨 이대엽에게 출가

신립과 신흠과는 12촌간이면서, 각기 자녀들을 통해 선조의 사돈이 되었다.

### 후손
조카 신경희는 광해군 때 정원군의 아들 능창군을 왕위로 추대하려 했다는 혐의를 받고 신경희의 옥사로 사형당했다. 그 뒤 신경희의 사형에 원한을 품은 신경진은 1623년 인조반정에 가담하여 광해군을 폐출시키고 능양대군을 인조로 추대한다. 이후 그의 후손들은 당색으로는 서인과 노론, 소론에 속하게 되었다.
해공 신익희는 다른 아들인 신경인의 12대손이다. 훗날 그를 추모하는 비석은 탄금대 열두대 어귀에 세워졌고, 육당 최남선이 글을 지었다.

## 관련 전설

### 처녀 귀신
신립장군이 젊은 시절에 사냥을 나갔다가 산적에게 납치된 처녀를 구출해준적이 있다. 젊은 처녀는 신립에게 거둬주기를 청했지만 신립은 이를 거절했다. 그 직후 그 처녀는 자살했다. 이후 임진왜란이 터져 도순변사로 임명된후 왜군을 막기 위해 충주로 간 신립 장군은 천연요새인 조령에서 싸우려 했지만 어느 날 그 처녀의 혼령이 나타나 “탄금대에서 싸우세요.”라고 했다. 신립은 이 말을 듣고 탄금대에서 싸웠지만 패배해 전사하고 말았다. 이 전설은 신립 장군이 탄금대 전투에서 패한 것을 그의 능력이 부족해서가 아니라 원귀의 탓으로 돌려 패배에 따른 열등감을 극복하고자 했다고 볼 수 있으며, 다른 한편으로는 신립장군의 능력에 비해 너무 일찍 억울하게 죽은 것에 대한 원인을 해명하고자 한 것으로 보인다.

### 기치미 고개
탄금대 전투에서 살아남은 병사들이 신립장군의 시신을 수습하였는데, 장군은 얼마나 원통하고 분했던지 두 눈을 부릅뜨고 당장이라도 호령할 것같은 기세를 하고 있었다고 한다. 또한 시신을 관에 넣고 서울로 이송하는 도중에 ‘장군님’ 하고 부르면 관속에서 ‘오냐’ 하는 대답소리가 났다고 한다. 이천시를 지나 설봉산 인근 고개에 이르러 ‘장군님’ 하고 부르니 ‘에헴’ 하는 기침소리가 나는 것이었다. 그때부터 사람들이 이 고개를 신립 장군의 넋이 기침을 한 고개라 하여 기치미고개라고 부르기 시작했다. 경기도 이천시와 광주시의 경계를 이루는 적산 인근 고개에 이르러 또다시 ‘장군님’ 하고 부르니까 그때는 아무런 소리도 들리지 않았다. 그래서 이 고개를 장군의 넋이 아주 떠난 고개라 하여 넋고개라 부르게 되었다고 한다.

### 신립장군의 묘
18세기에 제작된 해동지도나 광여도를 살펴보면 곤지암은 예로부터 사통팔달(四通八達) 교통의 요지였음을 알 수 있다. 이런 곤지암에 신립 장군의 시신을 이송하는 병사들이 도달하자 관이 땅에 달라붙어 움직이지 않았다고 한다. 그래서 현재의 곤지암읍 신대리 산15-1번지에 시신을 안장하고 묘를 만들었다. 묘가 있는 산등성이에서는 곤지암 읍내를 훤히 내려다볼 수 있다. 이런 장소에 묘를 쓴 것은 신립장군의 관이 이 지역에서 멈추어선 이유가 장군의  원혼이 곤지암 하늘을 떠돌며 충주방어선을 뜷은 일본군들이 곤지암을 지나 서울로 향해가는 것을 감시하고자 했을 것이라고 보았기 때문이었다. 

### 곤지암
경기도 문화재자료 제63호로 지정된 '곤지암(昆池岩)'은 큰 바위와 작은 바위 2개로 구성된 화강암인데, 이 바위에는 신립장군과 관련된 전설이 전해내려오고 있다. 신립장군의 유해를 곤지암에 장사지낸후부터 이 지역에서는 이상한 일이 일어났다. 묘지에서 얼마 떨어지지 않은 곳에 고양이를 닮은 커다란 바위 하나가 있었는데, 누구든 말을 타고 이 앞을 지나려고 하면 말발굽이 땅에 붙어 움직이지 않아 말에서 내려 걸어가야 했다. 그러던 중 어느 한 장군이 근처를 지나다가 신립의 묘소를 찾아가 지나는 사람들을 괴롭히지 말아 달라고 요청했다. 그러자 갑자기 폭우가 쏟아지더니 큰 천둥과 함께 벼락이 바위를 내리쳐서 바위가 두 쪽으로 갈라지고 바위주변에 큰 연못이 생겼다. 그후로는 괴이한 일이 일어나지 않았고, 이때부터 사람들은 이 바위를 큰-연못-바위라는 뜻을 가진 '곤지암(昆池岩)'이라고 불렀다.

## 신립이 등장한 작품
- 《왕의 여자》 (SBS, 2003년~2004년, 배우:백인철)
- 《불멸의 이순신》 (KBS1, 2004년~2005년, 배우:차기환)
- 《왕의 얼굴》 (KBS2, 2014년~2015년, 배우:이주석)
- 《징비록》 (KBS1, 2015년, 배우:김형일)

## 같이 보기
| - 고경명 - 고인후 - 고종후 - 곽재우 - 권율 - 권종 - 김여물 | - 김천일 - 논개 - 신경진 - 신경인 - 신경희의 옥사 - 영규 | - 이복남 - 이순신 - 임진왜란 - 조헌 - 최경회 - 탄금대 전투 |